# Tekolďany
Tekolďany este o comună slovacă, aflată în districtul Hlohovec din regiunea Trnava. Localitatea se află la altitudinea de 210 m deasupra n.m., se întinde pe o suprafață de 2,598 km2 și în 2017 număra 132 de locuitori.

## Istoric
Localitatea Tekolďany este atestată documentar din 1310.

## Demografie
| An:                | 1994 | 2004   | 2014    | 2024    |
| ------------------ | ---- | ------ | ------- | ------- |
| Număr de persoane: | 175  | 165    | 140     | 118     |
| Diferență:         |      | −5,71% | −15,15% | −15,71% |

| An:                | 2023 | 2024   |
| ------------------ | ---- | ------ |
| Număr de persoane: | 114  | 118    |
| Diferență:         |      | +3,50% |